# Iota Horologii b
Iota Horologii b est une planète en orbite autour de l'étoile Iota Horologii, dans la constellation de l'Horloge.